# Menchu Gutiérrez
Menchu Gutiérrez (Madrid, 1957) és una escriptora i traductora espanyola. Ha publicat els següents poemaris: El grillo, la luz y la novia (1981), De barro la memoria (1987), La mordedura blanca (Premi de Poesia Ricardo Molina, 1989), La mano muerta cuenta el dinero de la vida (1997) i Lo extraño, la raíz (Siruela, 2015). Ha estat inclosa en les antologies Las diosas blancas i Litoral Femenino. I les novel·les Basenji (1994), Viaje de estudios (Siruela, 1995), La tabla de las mareas (Siruela, 1998), La mujer ensimismada (Siruela, 2001), Latente (Siruela, 2003), "Disección de una tormenta" (2005), "Detrás de la boca" (2008), El faro por dentro (Siruela, 2011), una obra sobre els records, la contemplació i el pas del temps, i Araña, cisne, caballo (Siruela, 2014). És, també, traductora de William Faulkner, Anne Brontë o Edgar Allan Poe, entre altres autors.vidual encaminada al compliment de l'extrema consciència; 